# Barleria exellii
Barleria exellii är en akantusväxtart som beskrevs av Raymond Benoist. Barleria exellii ingår i släktet Barleria och familjen akantusväxter. Inga underarter finns listade i Catalogue of Life.